# Veronicastrum axillare
Veronicastrum axillare là một loài thực vật có hoa trong họ Mã đề. Loài này được (Siebold & Zucc.) T. Yamaz. miêu tả khoa học đầu tiên năm 1957.